# Céline Dion-albumdiszkográfia
Céline Dion kanadai énekesnő album-diszkográfiája 24 stúdióalbumot, hat élő lemezt és 21 válogatásalbumot tartalmaz. 1981 és 1987 között Dion csak francia nyelvű lemezeket adott ki Kanadában. Első angol nyelvű lemeze, a Unison 1990-ben jelent meg, és több mint három millió példányban kelt el világszerte. Az 1992-ben megjelent Celine Dion című lemez egyike lett az énekesnő hat gyémánt minősítést elért lemezének Kanadában. Dion népszerűségét erősítette az 1993-as The Colour of My Love című lemez, mely több országban is a listák élére került, köztük az Egyesült Királyságban, Kanadában, Ausztráliában, és világszerte 20 millió példányban fogyott el. 1995-ben a D’eux minden idők legsikeresebb francia nyelvű lemeze lett, melyet 10 millió példányban vásároltak meg világszerte.
A Falling into You és a Let’s Talk About Love című lemezek újabb nagy sikert hoztak Dionnak, mindkettő több ország listavezetője lett, és a legnagyobb példányszámban eladott albumok közé kerültek a több mint 32 és 31 milliós eladott darabszámokkal. 1998-ban jelent meg a These Are Special Times című karácsonyi lemez az első olyan női énekes által kiadott karácsonyi lemez a világon, melyet több mint öt millió példányban vásároltak meg a Nielsen SoundScan adatai alapján. Világszerte több mint 12 millió darab kelt el. Az All the Way... A Decade of Song című válogatásalbum 1999 novemberében jelent meg, szintén a világ slágerlistáinak élére került és 2002 januárjáig több mint 17 millió példányban fogyott el.
2002 márciusában Céline Dion különleges elismerésben részesült, amikor eladási adatai az Egyesült Királyságban átlépték a 15 milliós darabszámot. Karrierjében tartott két év szünet után tért vissza a zeneiparba az A New Day Has Come című lemezzel, mely több mint 12 millió példányban fogyott világszerte. 2003 márciusában IFPI-díjban részesült, miután Let’s Talk About Love című lemezéből 10 millió darab kelt el Európában, majd egy másik IFPI-díjat is kapott a kontinensen eladott 50 millió lemezének köszönhetően. Ő az egyetlen énekes, aki ezen díjakat megkapta. 2003. március 25-én a Las Vegas-i A New Day… című show-műsor-sorozattal egy időben jelent meg One Heart című lemeze, mely több mint öt millió példányban kelt el.
A show-műsor öt éve alatt csak egyetlen angol nyelvű stúdióalbum jelent meg, 2004 októberében a Miracle című koncepcióalbum. Három hónappal megjelenése után már több mint két és fél millió példányban kelt el világszerte. 2007 novemberében a Taking Chances Kanadában első helyen debütált az év legjobb első heti eladási eredményeit produkálva. A SoundScan időszak során ez volt az énekesnő tizenegyedik number one lemeze és a kilencedik olyan, mely az első helyen debütált. Világszerte többszörös platina és aranylemez minősítéseket ért el, köztük Kanadában négyszeres, az Egyesült Államokban és az Egyesült Királyságban platinalemez minősítést.
Céline Dion minden idők legsikeresebb kanadai előadóművésze és 51,6 milliós albumeladással a második legsikeresebb női eladó a Nielsen SoundScan időszaka óta az Egyesült Államokban.
Dion több mint négy millió lemezt adott el Ausztráliában is. 175 millió világszerte eladott albuma után a 2004-es World Music Awards rendezvényen Chopard Diamond-díjat kapott és minden idők legsikeresebb női előadójává vált. 2007 májusában a Sony Music Entertainment bejelentette, hogy az énekesnő eladási adatai átlépték a világszerte 200 millió eladott albumszámot.

## Stúdióalbumok
| Év                                                                         | Album adatai | Legjobb helyezések | Legjobb helyezések | Legjobb helyezések | Legjobb helyezések | Legjobb helyezések | Legjobb helyezések | Legjobb helyezések | Legjobb helyezések | Legjobb helyezések | Legjobb helyezések | Eladási adatok                                                                                      | Minősítések |
| Év                                                                         | Album adatai | CAN                | AUS                | BEL F              | BEL W              | FRA                | GER                | NL                 | SWI                | UK                 | US                 | Eladási adatok                                                                                      | Minősítések |
| -------------------------------------------------------------------------- | --- | ------------------ | ------------------ | ------------------ | ------------------ | ------------------ | ------------------ | ------------------ | ------------------ | ------------------ | ------------------ | --------------------------------------------------------------------------------------------------- | --- |
| 1981                                                                       | La voix du bon Dieu - Megjelent: 1981. november 9. - Kiadó: Super Étoiles, Saisons - Formátum: LP, kazetta        | —                  | —                  | —                  | —                  | —                  | —                  | —                  | —                  | —                  | —                  | | |
| 1981                                                                       | Céline Dion chante Noël - Megjelent: 1981. december - Kiadó: Super Étoiles - Formátum: LP, kazetta                | —                  | —                  | —                  | —                  | —                  | —                  | —                  | —                  | —                  | —                  | | |
| 1982                                                                       | Tellement j’ai d’amour… - Megjelent: 1982. szeptember 7. - Kiadó: Saisons - Formátum: LP, kazetta                 | —                  | —                  | —                  | —                  | —                  | —                  | —                  | —                  | —                  | —                  | | - CAN: platina |
| 1983                                                                       | Les chemins de ma maison - Megjelent: 1983. szeptember 7. - Kiadó: Saisons - Formátum: LP, kazetta                | —                  | —                  | —                  | —                  | —                  | —                  | —                  | —                  | —                  | —                  | | - CAN: arany |
| 1983                                                                       | Chants et contes de Noël - Megjelent: 1983. december 5. - Kiadó: Saisons - Formátum: LP, kazetta                  | —                  | —                  | —                  | —                  | —                  | —                  | —                  | —                  | —                  | —                  | | |
| 1984                                                                       | Mélanie - Megjelent: 1984. augusztus 22. - Kiadó: TBS - Formátum: LP, kazetta                                     | —                  | —                  | —                  | —                  | —                  | —                  | —                  | —                  | —                  | —                  | | - CAN: arany |
| 1985                                                                       | C’est pour toi - Megjelent: 1985. augusztus 27. - Kiadó: TBS - Formátum: LP, kazetta                              | —                  | —                  | —                  | —                  | —                  | —                  | —                  | —                  | —                  | —                  | | |
| 1987                                                                       | Incognito - Megjelent: 1987. április 2. - Kiadó: Columbia, Carrere - Formátum: LP, kazetta, CD                    | —                  | —                  | —                  | 65                 | —                  | —                  | —                  | —                  | —                  | —                  | - Világszerte: 500,000                                                                              | - CAN: 2x platina |
| 1990                                                                       | Unison - Megjelent: 1990. április 2. - Kiadó: Columbia, Epic - Formátum: LP, kazetta, CD, MD                      | 15                 | —                  | 80                 | 56                 | —                  | —                  | —                  | —                  | 55                 | 74                 | - Világszerte: 3,000,000 - FRA: 100,000 - US: 1,227,000                                             | - CAN: 7x platina - FRA: arany - US: platina |
| 1991                                                                       | Dion chante Plamondon - Megjelent: 1991. november 4. - Kiadó: Columbia, Epic - Formátum: LP, kazetta, CD          | 57                 | —                  | —                  | 17                 | 4                  | —                  | —                  | —                  | —                  | —                  | - Világszerte: 2,000,000 - FRA: 498,800 - US: 111,000                                               | - CAN: 2x platina - FRA: 2x platina |
| 1992                                                                       | Celine Dion - Megjelent: 1992. március 31. - Kiadó: Columbia, Epic - Formátum: LP, kazetta, CD, MD                | 3                  | 15                 | —                  | —                  | —                  | —                  | —                  | —                  | 70                 | 34                 | - Világszerte: 5,000,000 - US: 2,373,000                                                            | - CAN: gyémánt - AUS: arany - US: 2x platina |
| 1993                                                                       | The Colour of My Love - Megjelent: 1993. november 9. - Kiadó: Columbia, Epic - Formátum: LP, kazetta, CD, MD      | 1                  | 1                  | 1                  | 13                 | 7                  | 16                 | 2                  | 9                  | 1                  | 4                  | - Világszerte: 20,000,000 - CAN: 1,400,000 - FRA: 242,600 - UK: 1,816,915 - US: 4,502,000           | - CAN: gyémánt - AUS: 8x platina"/> - BEL: 2x platina - FRA: platina - GER: arany - NL: 3x platina - SWI: platina - UK: 5x platina - US: 6x platina                             |
| 1995                                                                       | D’eux - Megjelent: 1995. március 27. - Kiadó: Columbia, Epic - Formátum: kazetta, CD, MD, CD+DVD                  | 29                 | —                  | 1                  | 1                  | 1                  | 69                 | 1                  | 1                  | 7                  | —                  | - Világszerte: 10,000,000 - FRA: 4,412,100 - UK: 250,000 - US: 242,000                              | - CAN: 7x platina - BEL: 6x platina - FRA: gyémánt - NL: platina - SWI: 4x platina - UK: arany                                                                                  |
| 1996                                                                       | Falling into You - Megjelent: 1996. március 8. - Kiadó: Columbia, Epic - Formátum: LP, kazetta, CD                | 1                  | 1                  | 2                  | 1                  | 1                  | 5                  | 1                  | 1                  | 1                  | 1                  | - Világszerte: 32,000,000 - AUS: 1,000,000 - FRA: 1,172,500 - UK: 2,093,363 - US: 10,785,000        | - CAN: gyémánt - AUS: 13x platina - BEL: 4x platina - FRA: gyémánt - GER: 5x arany (2x platina) - NL: 6x platina - SWI: 3x platina - UK: 7x platina - US: 11x platina (gyémánt) |
| 1997                                                                       | Let’s Talk About Love - Megjelent: 1997. november 14. - Kiadó: Columbia, Epic - Formátum: kazetta, CD             | 1                  | 1                  | 1                  | 1                  | 1                  | 1                  | 1                  | 1                  | 1                  | 1                  | - Világszerte: 31,000,000 - CAN: 1,700,000 - FRA: 1,174,800 - UK: 1,984,152 - US: 9,465,000         | - CAN: gyémánt - AUS: 6x platina - BEL: 4x platina - FRA: gyémánt - GER: 3x platina - NL: 5x platina - SWI: 6x platina - UK: 6x platina - US: gyémánt                           |
| 1998                                                                       | S’il suffisait d’aimer - Megjelent: 1998. szeptember 7. - Kiadó: Columbia, Epic - Formátum: kazetta, CD           | 1                  | —                  | 2                  | 1                  | 1                  | 11                 | 4                  | 1                  | 17                 | —                  | - Világszerte: 4,000,000 - CAN: 500,000 - FRA: 1,492,200 - GER: 120,000 - UK: 100,000 - US: 112,000 | - CAN: 4x platina - BEL: platina - FRA: gyémánt - NL: arany - SWI: 2x platina - UK: arany                                                                                       |
| 1998                                                                       | These Are Special Times - Megjelent: 1998. október 30. - Kiadó: Columbia, Epic - Formátum: kazetta, CD, CD+DVD    | 1                  | 6                  | 16                 | 12                 | 23                 | 3                  | 3                  | 1                  | 20                 | 2                  | - Világszerte: 12,000,000 - US: 5,170,000                                                           | - CAN: gyémánt - AUS: 2x platina - BEL: platina - GER: arany - NL: arany - SWI: 2x platina - UK: arany - US: 5x platina                                                         |
| 2002                                                                       | A New Day Has Come - Megjelent: 2002. március 22. - Kiadó: Columbia, Epic - Formátum: kazetta, CD, CD+DVD, SACD   | 1                  | 1                  | 2                  | 1                  | 1                  | 2                  | 1                  | 1                  | 1                  | 1                  | - Világszerte: 12,000,000 - AUS: 160,000 - FRA: 826,200 - US: 3,307,000                             | - CAN: 6x platina - AUS: 2x platina - BEL: 2x platina - FRA: 3x platina - GER: 3x arany (platina) - NL: platina - SWI: 3x platina - UK: platina - US: 3x platina                |
| 2003                                                                       | One Heart - Megjelent: 2003. március 24. - Kiadó: Columbia, Epic - Formátum: kazetta, CD                          | 1                  | 6                  | 1                  | 3                  | 1                  | 6                  | 3                  | 1                  | 4                  | 2                  | - Világszerte: 5,000,000 - FRA: 234,300 - UK: 204,075 - US: 1,792,000                               | - CAN: 3x platina - AUS: platina - BEL: arany - FRA: platina - GER: arany - SWI: platina - UK: arany - US: 2x platina                                                           |
| 2003                                                                       | 1 fille & 4 types - Megjelent: 2003. október 13. - Kiadó: Columbia, Epic - Formátum: kazetta, CD, CD+DVD          | 1                  | —                  | 9                  | 1                  | 1                  | 26                 | 30                 | 2                  | —                  | —                  | - FRA: 613,147 - US: 26,000                                                                         | - BEL: platina - FRA: 2x platina - SWI: platina |
| 2004                                                                       | Miracle - Megjelent: 2004. október 11. - Kiadó: Columbia, Epic - Formátum: CD, CD+DVD                             | 1                  | 15                 | 13                 | 1                  | 4                  | 34                 | 4                  | 6                  | 5                  | 4                  | - Világszerte: 2,500,000 - FRA: 111,500 - UK: 109,963 - US: 944,000                                 | - BEL: arany - FRA: arany - SWI: arany - UK: arany - US: platina |
| 2007                                                                       | D’elles - Megjelent: 2007. május 18. - Kiadó: Columbia, Epic - Formátum: CD, CD+DVD, letölthető formátum          | 1                  | —                  | 18                 | 1                  | 1                  | 52                 | 50                 | 3                  | —                  | —                  | - FRA: 271,040                                                                                      | - CAN: 2x platina - BEL: arany - FRA: platina - SWI: arany |
| 2007                                                                       | Taking Chances - Megjelent: 2007. november 7. - Kiadó: Columbia, Epic - Formátum: CD, CD+DVD, letölthető formátum | 1                  | 12                 | 7                  | 3                  | 2                  | 5                  | 4                  | 1                  | 5                  | 3                  | - FRA: 120,489 - UK: 390,022 - US: 1,065,000                                                        | - CAN: 4x platina - AUS: platina - BEL: arany - FRA: arany - NL: arany - SWI: platina - UK: platina - US: platina                                                               |
| 2012                                                                       | Sans attendre - Megjelent: 2012. november 2. - Kiadó: Columbia - Formátum:                                        |                    |                    |                    |                    |                    |                    |                    |                    |                    |                    | | |
| 2013                                                                       | Loved Me Back to Life - Megjelent: 2013. november 1. - Kiadó: Columbia - Formátum: CD, LP, letölthető formátum    | 1                  | 9                  | 2                  | 3                  | 9                  | 34                 | 1                  | 3                  | 3                  | 2                  | - Világszerte: 1,500,000 - FRA: 240,000 - UK: 350,000 - US:300,000                                  | - CAN: 4× Platina - BEL: arany - FRA: 2× Platina - UK: Platina - SWI: arany |
| 2016                                                                       | Encore un soir - Megjelent: 2016. augusztus 26. - Kiadó: Columbia - Formátum: CD, LP, letölthető formátum         |                    |                    |                    |                    |                    |                    |                    |                    |                    |                    | | |
| "—" jelentése: nem került a listára vagy nem jelent meg az adott országban | |                    |                    |                    |                    |                    |                    |                    |                    |                    |                    | | |

## Koncertlemezek
| Év                                                                         | Album adatai | Legjobb helyezések | Legjobb helyezések | Legjobb helyezések | Legjobb helyezések | Legjobb helyezések | Legjobb helyezések | Legjobb helyezések | Legjobb helyezések | Legjobb helyezések | Legjobb helyezések | Eladási adatok                                         | Minősítések                                                                   |
| Év                                                                         | Album adatai | CAN                | AUS                | BEL F              | BEL W              | FRA                | GER                | NL                 | SWI                | UK                 | US                 | Eladási adatok                                         | Minősítések                                                                   |
| -------------------------------------------------------------------------- | --- | ------------------ | ------------------ | ------------------ | ------------------ | ------------------ | ------------------ | ------------------ | ------------------ | ------------------ | ------------------ | ------------------------------------------------------ | ----------------------------------------------------------------------------- |
| 1985                                                                       | Céline Dion en concert - Megjelent: 1985. december - Kiadó: TBS - Formátum: LP, kazetta                                                     | —                  | —                  | —                  | —                  | —                  | —                  | —                  | —                  | —                  | —                  |                                                        |                                                                               |
| 1994                                                                       | À l’Olympia - Megjelent: 1994. november 14. - Kiadó: Columbia - Formátum: kazetta, CD                                                       | 31                 | —                  | 96                 | 19                 | 10                 | —                  | —                  | —                  | —                  | —                  | - Világszerte: 1,500,000 - CAN: 200,000 - FRA: 294,100 | - CAN: platina - FRA: platina                                                 |
| 1996                                                                       | Live à Paris - Megjelent: 1996. október 28. - Kiadó: Columbia - Formátum: kazetta, CD                                                       | 8                  | —                  | 6                  | 1                  | 1                  | 63                 | 9                  | 1                  | 53                 | —                  | - Világszerte: 3,000,000 - CAN: 280,000 - FRA: 669,500 | - CAN: 2x platina - BEL: platina - FRA: 2x platina - NL: arany - SWI: platina |
| 1999                                                                       | Au cœur du stade - Megjelent: 1999. augusztus 27. - Kiadó: Columbia, Epic - Formátum: kazetta, CD                                           | 15                 | —                  | 3                  | 1                  | 1                  | 37                 | 23                 | 1                  | 146                | —                  | - Világszerte: 1,000,000 - FRA: 464,400                | - CAN: arany - BEL: platina - FRA: 2x platina - SWI: platina                  |
| 2004                                                                       | A New Day… Live in Las Vegas - Megjelent: 2004. június 14. - Kiadó: Columbia, Epic - Formátum: CD, CD+DVD                                   | 2                  | 69                 | 7                  | 4                  | 9                  | 20                 | 12                 | 13                 | 22                 | 10                 | - UK: 59,552 - US: 530,000                             | - US: arany                                                                   |
| 2010                                                                       | Taking Chances World Tour: The Concert - Megjelent: 2010. április 29. - Kiadó: Columbia, Epic - Formátum: DVD+CD, 2DVD, letölthető formátum | 1                  | 4                  | 30                 | 3                  | 5                  | 3                  | 11                 | 1                  | 11                 | 1                  | - US: 76,000                                           | - CAN: gyémánt - CAN: 4x platina - FRA: arany - US: platina                   |
| "—" jelentése: nem került a listára vagy nem jelent meg az adott országban | |                    |                    |                    |                    |                    |                    |                    |                    |                    |                    |                                                        |                                                                               |

1. 1 2 3 4 5  Zenei DVD listán elért helyezés. Egyes országokban csak DVD listákon jelent meg.
2. 1 2  Két külön lemezként minősítve: a francia nyelvű verzió gyémánt, az angol nyelvű verzió négyszeres platinaminősítést ért el
3. ↑  Videóként minősítve

## Válogatáslemezek
| Év                                                                         | Album adatai | Legjobb helyezések | Legjobb helyezések | Legjobb helyezések | Legjobb helyezések | Legjobb helyezések | Legjobb helyezések | Legjobb helyezések | Legjobb helyezések | Legjobb helyezések | Legjobb helyezések | Eladási adatok                                                           | Minősítések |
| Év                                                                         | Album adatai | CAN                | AUS                | BEL F              | BEL W              | FRA                | GER                | NL                 | SWI                | UK                 | US                 | Eladási adatok                                                           | Minősítések |
| -------------------------------------------------------------------------- | --- | ------------------ | ------------------ | ------------------ | ------------------ | ------------------ | ------------------ | ------------------ | ------------------ | ------------------ | ------------------ | ------------------------------------------------------------------------ | --- |
| 1983                                                                       | Du soleil au cœur - Megjelent: 1983. október - Kiadó: Pathe/EMI - Formátum: LP, kazetta, CD                                                               | —                  | —                  | —                  | —                  | —                  | —                  | —                  | —                  | —                  | —                  |                                                                          | |
| 1984                                                                       | Les plus grands succès de Céline Dion - Megjelent: 1984. szeptember 17. - Kiadó: TBS - Formátum: LP, kazetta                                              | —                  | —                  | —                  | —                  | —                  | —                  | —                  | —                  | —                  | —                  |                                                                          | |
| 1984                                                                       | Les oiseaux du bonheur - Megjelent: 1984 - Kiadó: Pathe/EMI - Formátum: LP, kazetta                                                                       | —                  | —                  | —                  | —                  | —                  | —                  | —                  | —                  | —                  | —                  |                                                                          | |
| 1986                                                                       | Les chansons en or - Megjelent: 1986 - Kiadó: TBS - Formátum: LP, kazetta, CD                                                                             | —                  | —                  | —                  | —                  | —                  | —                  | —                  | —                  | —                  | —                  |                                                                          | |
| 1988                                                                       | The Best of Celine Dion - Megjelent: 1988 - Kiadó: Carrere, Mega - Formátum: LP, kazetta, CD                                                              | —                  | —                  | —                  | —                  | —                  | —                  | —                  | —                  | —                  | —                  |                                                                          | |
| 1993                                                                       | Les premières années - Megjelent: 1993 - Kiadó: Versailles - Formátum: kazetta, CD                                                                        | —                  | —                  | —                  | 12                 | 30                 | —                  | —                  | —                  | 135                | —                  |                                                                          | - FRA: arany |
| 1995                                                                       | Gold Vol. 1 - Megjelent: 1995 - Kiadó: BR Music, Budde Music, D-Sharp, Empire Music, MVM - Formátum: kazetta, CD                                          | —                  | —                  | —                  | 32                 | —                  | —                  | —                  | —                  | 138                | —                  | - FRA: 207,500                                                           | - FRA: 2x arany |
| 1995                                                                       | Gold Vol. 2 - Megjelent: 1995 - Kiadó: Versailles - Formátum: kazetta, CD                                                                                 | —                  | —                  | —                  | 51                 | —                  | —                  | —                  | —                  | —                  | —                  | - FRA: 100,000                                                           | - FRA: arany |
| 1997                                                                       | C’est pour vivre - Megjelent: 1997 - Kiadó: Leader Music, Music Club International - Formátum: kazetta, CD                                                | —                  | —                  | —                  | 32                 | —                  | —                  | —                  | —                  | 49                 | —                  |                                                                          | |
| 1997                                                                       | The Collection 1982–1988 - Megjelent: 1997 - Kiadó: Arcade, BR Music, Divucsa - Formátum: 2 kazetta, 2 CD                                                 | —                  | —                  | —                  | 20                 | —                  | —                  | 37                 | —                  | —                  | —                  |                                                                          | |
| 1999                                                                       | The Early Singles - Megjelent: 1999. március 8. (Hollandia) - Kiadó: BR Music - Formátum:                                                                 |                    |                    |                    |                    |                    |                    |                    |                    |                    |                    | - Világszerte: 100 000                                                   | |
| 1999                                                                       | All the Way... A Decade of Song - Megjelent: 1999. november 12. - Kiadó: Columbia, Epic - Formátum: kazetta, CD, CD+DVD, SACD                             | 1                  | 1                  | 2                  | 1                  | 1                  | 1                  | 1                  | 1                  | 1                  | 1                  | - Világszerte: 17,000,000 - FRA: 735,600 - UK: 1,318,223 - US: 7,968,000 | - CAN: gyémánt - AUS: 3x platina - BEL: 3x platina - FRA: 4x platina - GER: 7x arany (3x platina) - SWI: 3x plstina - UK: 2x platina - US: 7x platina |
| 2000                                                                       | The Collector’s Series, Volume One - Megjelent: October 20, 2000 - Kiadó: Columbia, Epic - Formátum: kazetta, CD                                          | 4                  | 51                 | 33                 | 34                 | 1                  | 28                 | 15                 | 12                 | 30                 | 28                 | - Világszerte: 3,000,000 - FRA: 155,300 - US: 914,000                    | - FRA: arany - GER: arany - NL: arany - SWI: arany - US: arany                                                                                        |
| 2001                                                                       | Les indispensables - Megjelent: 2001. december 11. (Franciaország) - Kiadó: SMM - Formátum:                                                               |                    |                    |                    |                    |                    |                    |                    |                    |                    |                    | - Világszerte: 100 000                                                   | |
| 2004                                                                       | Les plus belles chansons d’amour - Megjelent: 2004. február 3. (Japán) - Kiadó: Avex - Formátum:                                                          |                    |                    |                    |                    |                    |                    |                    |                    |                    |                    | - Világszerte: 100 000                                                   | |
| 2005                                                                       | On ne change pas - Megjelent: 2005. október 3. - Kiadó: Columbia, Epic - Formátum: 2CD, 2CD+DVD, 3CD+DVD, CD, letölthető formátum                         | 2                  | —                  | 33                 | 1                  | 1                  | 72                 | 59                 | 2                  | —                  | —                  | - Világszerte: 1,500,000 - FRA: 509,700 - US: 14,000                     | - CAN: 3x platina - BEL: platina - FRA: 3x platina - SWI: arany                                                                                       |
| 2007                                                                       | Let’s Talk About Love / Falling into You / A New Day Has Come - Megjelent: 2007. október 29. - Kiadó: Columbia, Epic - Formátum: 3CD, letölthető formátum | 97                 | —                  | —                  | —                  | —                  | —                  | —                  | —                  | 106                | —                  |                                                                          | |
| 2008                                                                       | Complete Best - Megjelent: 2008. február 27. - Kiadó: Epic - Formátum: CD, Blu-spec CD                                                                    | —                  | —                  | —                  | —                  | —                  | —                  | —                  | —                  | —                  | —                  |                                                                          | |
| 2008                                                                       | Ultimate Box - Megjelent: 2008. február 27. - Kiadó: Epic - Formátum: 2 CD+3 DVD                                                                          | —                  | —                  | —                  | —                  | —                  | —                  | —                  | —                  | —                  | —                  |                                                                          | |
| 2008                                                                       | My Love: Essential Collection - Megjelent: 2008. október 24. - Kiadó: Columbia, Epic - Formátum: CD, 2CD, letölthető formátum                             | 2                  | 24                 | 1                  | 3                  | 1                  | 24                 | 1                  | 9                  | 5                  | 8                  | - US: 439,835                                                            | - CAN: 2x platina - BEL: platina - NL: platina - UK: platina                                                                                          |
| "—" jelentése: nem került a listára vagy nem jelent meg az adott országban | |                    |                    |                    |                    |                    |                    |                    |                    |                    |                    |                                                                          | |